# 佛教大学硬式野球部
佛教大学硬式野球部（ぶっきょうだいがくこうしきやきゅうぶ）は、佛教大学の硬式野球チームである。佛教大学体育会本部
並びに京滋大学野球連盟に所属する。2019年、第68回全日本大学野球選手権大会で大学初、及び京滋連盟所属校で初の準優勝を果たした。

## 歴史
佛教専門学校時代から軟式野球部があり、1949年に佛教大学に昇格後も存続した。1952年に正式に準硬式野球部として発足。1968年に硬式野球部に代わる。
1970年、京滋大学野球連盟2部に加盟。1973年、秋季リーグ戦で2部優勝を果たし、入れ替え戦で京都大学に勝利し、翌1974年に1部昇格。同74年1部春季リーグ戦は3位。以降は降格を経験していない。
1982年、関西大学野球連合の解体とともに独立後の京滋大学野球連盟に加盟し、春季リーグ戦で初優勝。
1989年秋季から1997年春季まで16季に渡って連覇を果たす。
1991年、全日本大学野球選手権大会に初出場した前年に続く2度目の出場（第40回大会）で、優勝候補東洋大学を7-3で下し、準々決勝で初優勝した東北福祉大学に0-4で敗退。翌1992年、2回生エース丸尾英司を擁して明治神宮野球大会（第23回大会）に初出場。初戦2回戦で愛知学院大学を1-0で下し、準決勝で優勝した慶応大学に0-8で敗れるもベスト4進出。以降も京滋リーグの盟主といえる成績を残した。
2010年、4回生エース大野雄大を擁して第59回全日本大学野球選手権大会初戦で3回生中根佑二ら厚い投手陣擁する優勝候補東北福祉大学を2安打完封2-0で下すも、2回戦の八戸大学（現 八戸学院大学）に0-3で敗退した。
2016年、硬式野球部指導体制が変わる。顧問に蛭田修、監督に田原完行が新しく就任した。
2019年、第68回全日本大学野球選手権大会に5年ぶり20回目の出場を果たした。初戦の八戸学院大学に4対3で逆転サヨナラ勝ちし、次の愛知工業大学にも4対1で勝利。そして準々決勝では前回王者の東北福祉大学と対戦し、プロ注目右腕のエース津森宥紀を打ち崩して4対3でサヨナラ勝ち。準決勝では東海大学を6対4で破って決勝に進出。決勝戦では森下暢仁投手を擁する明治大学に1対6で敗退したが、佛教大学初の準優勝を果たした。なお、全日本大学野球選手権で京滋大学野球連盟から出場したチームが準優勝を果たしたのは、これが初めてである。また、木下隆也投手（社会学部公共政策学科2回生、奈良大附属高校出身）が敢闘賞を表彰された。

## 本拠地
京都府南丹市園部町城南町大領1-1

## 成績

### 全日本大学野球選手権大会

#### 出場 23回（準優勝1回、ベスト4進出1回、ベスト8進出1回）
- 1990年 - 第39回全日本大学野球選手権大会出場
- 1991年 - 第40回全日本大学野球選手権大会出場
- 1992年 - 第41回全日本大学野球選手権大会出場
- 1993年 - 第42回全日本大学野球選手権大会出場
- 1994年 - 第43回全日本大学野球選手権大会出場
- 1995年 - 第44回全日本大学野球選手権大会出場
- 1996年 - 第45回全日本大学野球選手権大会出場
- 1997年 - 第46回全日本大学野球選手権大会出場
- 1999年 - 第48回全日本大学野球選手権大会出場
- 2000年 - 第49回全日本大学野球選手権大会出場
- 2002年 - 第51回全日本大学野球選手権大会出場
- 2003年 - 第52回全日本大学野球選手権大会出場
- 2004年 - 第53回全日本大学野球選手権大会出場
- 2005年 - 第54回全日本大学野球選手権大会出場
- 2007年 - 第56回全日本大学野球選手権大会出場
- 2008年 - 第57回全日本大学野球選手権大会出場
- 2009年 - 第58回全日本大学野球選手権大会出場
- 2010年 - 第59回全日本大学野球選手権大会出場
- 2014年 - 第63回全日本大学野球選手権大会出場
- 2019年 - 第68回全日本大学野球選手権大会出場 準優勝[15]
- 2021年 - 第70回全日本大学野球選手権大会出場
- 2022年 - 第71回全日本大学野球選手権大会出場 ベスト4進出

### 明治神宮野球大会

#### 出場 7回（ベスト4進出2回、ベスト8進出1回）
- 1992年 - 第23回明治神宮野球大会出場 ベスト4進出
- 2004年 - 第35回明治神宮野球大会出場
- 2008年 - 第39回明治神宮野球大会出場
- 2009年 - 第40回明治神宮野球大会出場 ベスト4進出
- 2011年 - 第42回明治神宮野球大会出場
- 2021年 - 第52回明治神宮野球大会出場 ベスト8進出
- 2024年 - 第55回明治神宮野球大会出場

### 京滋大学野球連盟Ⅰ部リーグ
- 優勝 62回（リーグ最多）[16]

### 京滋大学野球連盟Ⅱ部リーグ
- 優勝 2回

## 指導者
- 部長：横山壽一
- 顧問：蛭田修
- 総監督：田原完行
- 監督：國友健一
- コーチ：黒田崇大[17]

## 主な出身者
- 丸尾英司 - 元プロ野球選手（オリックス・ブルーウェーブ、大阪近鉄バファローズの元投手、プロ退団後社会人野球・松下電器野球部で活躍）
- 伊原克彦 - 競輪選手
- 河野秀数 - 元プロ野球選手（北海道日本ハムファイターズの元投手）
- 大野雄大 - プロ野球選手（中日ドラゴンズの投手[18]）：2020年東京オリンピックの野球競技・日本代表で金メダル・NPBでは81人目となるノーヒットノーランを達成[19]
- 張本優大 - プロ野球選手（福岡ソフトバンクホークスの元捕手[20]）
- 木村光 - プロ野球選手（福岡ソフトバンクホークスの投手）